# Ephippiochthonius concii
Espèce
Synonymes
- Chthonius tetrachelatus concii Beier, 1953
- Chthonius concii Beier, 1953
- Chthonius maltensis Mahnert, 1975
- Chthonius bartolii  Gardini, 1976

Ephippiochthonius concii est une espèce de pseudoscorpions de la famille des Chthoniidae.

## Distribution
Cette espèce se rencontre en Italie en Ligurie, en Sardaigne et en Sicile et à Malte,.

## Description
Les mâles mesurent de 1,5 à 2,0 mm et les femelles de 1,6 à 2,6 mm.

## Publication originale
- Beier, 1953 : Neue und bemerkenswerte Pseudoscorpione aus oberitalienischen Hoehlen. Bollettino della Societa Entomologica Italiana, vol. 83, p. 35-38.